# Zecchino d'Oro 2003
Il quarantaseiesimo Zecchino d'Oro si è svolto a Bologna dal 18 al 22 novembre 2003.
È stato presentato da Cino Tortorella, Heather Parisi, Francesco Salvi e Michael Cadeddu. La sigla era una canzone cantata sulla melodia de Lo stelliere, ma con testo rielaborato.
Il Fiore della solidarietà del 2003 è dedicato alla costruzione della scuola "Mariele Ventre" in Palestina.
Gli ospiti di questa edizione sono Roberto Ciufoli, DJ Francesco, Sandra Mondaini, Pippo Franco, Francesco Salvi, Amadeus, Mauro Serio, Mago Pecar e Gian Piero Galeazzi

## Brani in gara
- Bruno (Na severnom polu/На северном полу) (Testo italiano: Efets) ( Serbia) - Maja Mazić (Маја Мазић) (7 anni e ½)
- Crock, Shock, Brock, Clock (Testo: Fabrizio Palaferri/Musica: Siro Merlo) - Federico Berto (7 anni)
- Il cielo di Beirut (بيروت) ( Libano) (Testo italiano: Francesco Freyrie) - Marie Abou Khaled (ماري ابو خالد) (7 anni)
- Il mio fratellino a distanza (Assulaiè) (Testo: Mario Gardini, Giovanni Paolo Fontana/Musica: Grazia Di Michele) - Federica Pettineo (8 anni)
- Il tempo (Al tiempo) ( Uruguay) (Testo italiano: Michele Galasso) - María Belén Ísmodes Bisio (7 anni)
- Il tip tap del millepiedi (Testo: Gianfranco Grottoli, Andrea Vaschetti/Musica: Gianfranco Grottoli, Andrea Vaschetti, Gianni Tucci) - Lara Polli (6 anni)
- La guerra dei mutandoni (Testo: Gabriele Baldoni/Musica: Raniero Gaspari) - Antonella Cozzolino e Teresa Viglianisi (entrambe 9 anni)
- Le tagliatelle di nonna Pina (Testo: Gian Marco Gualandi/Musica: Gian Marco Gualandi) - Ottavia Dorrucci (5 anni)  (1º posto)
- Ma va là! (Chú ếch con) ( Vietnam) (Testo italiano: Salvatore De Pasquale) - Trà Lê Nguyễn Hương (8 anni)
- Magico (Testo: Mario Manasse/Musica: Marco Mojana) - Giuseppina Demartis (6 anni), Chiara Guerra (3 anni) e Martina Iori (8 anni)  (3º posto)
- Olga, la tata del Volga (Testo: Franco Fasano, Gianfranco Grottoli, Andrea Vaschetti/Musica: Franco Fasano, Gianfranco Grottoli, Andrea Vaschetti, Francesco Cambareri) - Giulia Avancini (5 anni) (2º posto)
- Rockhopper Hop (Rockhopper Hop) ( Stati Uniti) (Testo italiano: Vittorio Sessa Vitali) - Austin Disher (7 anni)
- Ti canterò (per la gioia che mi dai) (Quelle joie de chanter pour Toi) ( Francia) (Testo italiano: Emilio Di Stefano) - Alix Regner Vigouroux (9 anni)
- Un'amica colombiana (Mi cumbia bonita) ( Colombia) (Testo italiano: Andrea Mingardi) - Aníbal De Los Reyes Sánchez (6 anni)